# Bernd Lambrecht

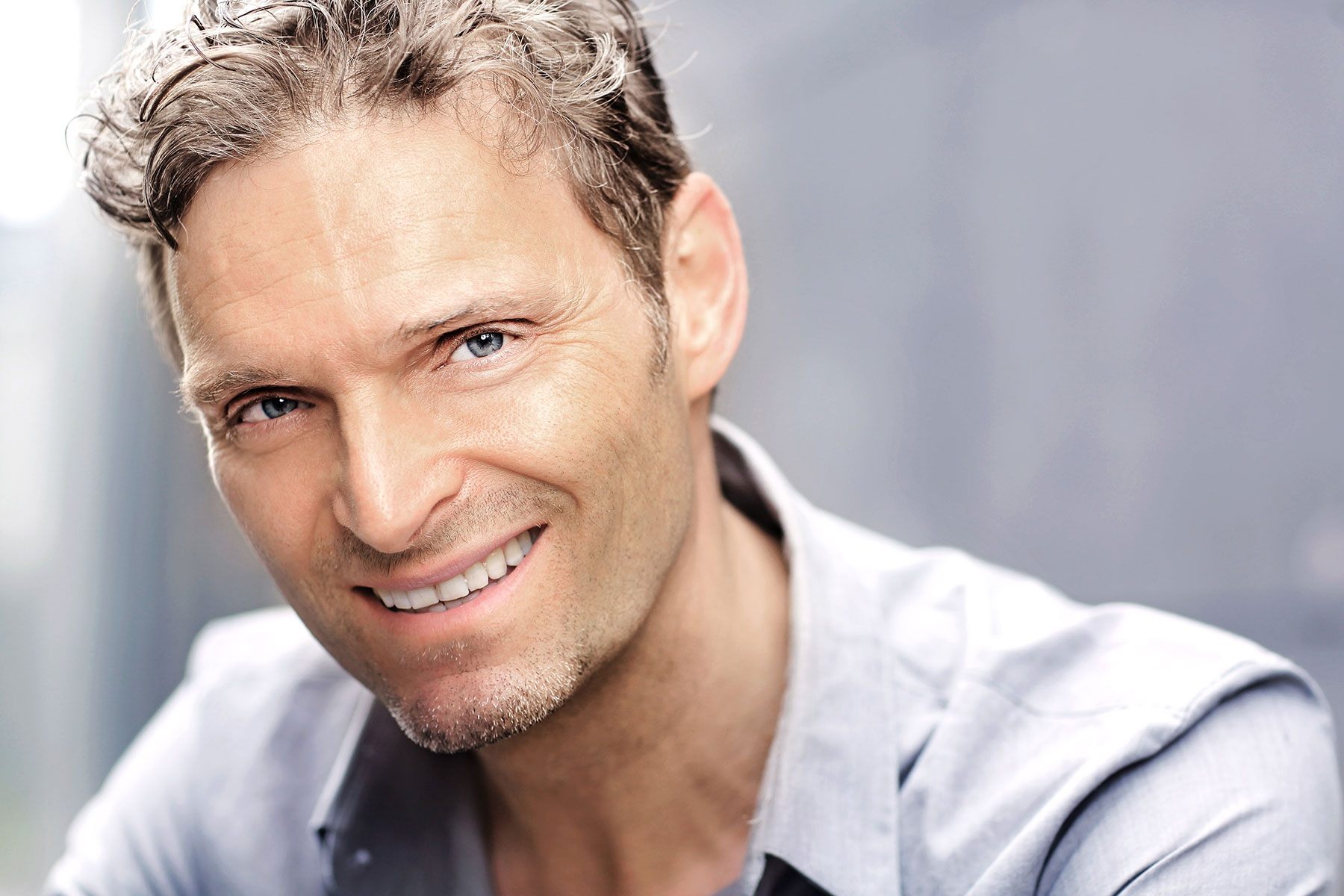
Bernd Lambrecht

Bernd Lambrecht (* 21. August 1964 in Freiburg im Breisgau) ist ein deutscher Schauspieler, Musicaldarsteller, Hörspielsprecher und Synchronsprecher.

## Leben
Bernd Lambrecht verbrachte seine Kindheit in Lima in Peru, wo er zweisprachig (deutsch, spanisch) aufwuchs.
Nach dem Abitur studierte er bis 1991 Anglistik und Sport in Freiburg im Breisgau. In den Jahren 1985 bis 1991 wurde er außerdem von den Lehrern der Freien Schauspielschule, der Jazz und Rockschule und des Balletts am Freiburger Stadttheaters als Schauspieler und Musicalsänger ausgebildet. Sein Diplom dafür erhielt er 1993 von der paritätischen Prüfungskommission in Berlin.
Er spielte in der Ausbildungszeit 5 Jahre lang Hauptrollen in englischer Sprache an der englischen Studiobühne Freiburg und sang an den Düsseldorfer Kammerspielen in der Operette Land des Lächelns und bei den Gandersheimer Domfestspielen in der West Side Story.
Lambrecht hatte in verschiedenen Theaterhäusern in Deutschland feste Schauspielengagements u. a. in Celle, Stuttgart, Berlin, Dessau und Musicalengagements in Berlin, Hamburg, Zürich und in Liechtenstein.
Bernd Lambrecht spielte in deutschen Fernsehserien Nebenrollen, unter anderem in Unter Uns, Gute Zeiten, schlechte Zeiten, Verbotene Liebe und Die Fallers – Die SWR Schwarzwaldserie. In der Fernsehserie Die Fallers ist er mit Stand 2017 seit ca. 10 Jahren ein fester Bestandteil und spielt die Rolle des Ulrich Zimmermann. Seine erste größere Rolle hatte Lambrecht 2005 in dem deutschen Fernsehfilm Netto an der Seite von Milan Peschel. 1999 wirkte er als Darsteller in Rosa von Praunheims Film Der Einstein des Sex mit.
Seit 2009 gehört Lambrecht zum Ensemble des Musicals Der König der Löwen in Hamburg und steht dort seit 2012 in der Hauptrolle des Scar täglich auf der Bühne.
Bernd Lambrecht lebt mit seiner Familie in Hamburg.

## Theater
- 1993–1995: Schlosstheater Celle
- 1996: Altes Schauspielhaus Stuttgart
- 1998: Kleines Theater Berlin Mitte
- 1999: Tribüne Berlin
- 2001: Greifenstein Festspiele
- 2001: Renitenztheater Stuttgart
- 2001–2008: Anhaltisches Theater Dessau

## Musical
- 1991: Das Land des Lächelns
- 1992: West Side Story
- 1993: Victor/Victoria
- 1993–1995: Die Schöne und das Biest
- 1995–1996: Im weißen Röß'l
- 1997: Space Dream Rodin
- 1999: Space Dream
- 2000: Joseph
- 2001: Lunchhour Follies
- 2003–2004: Life is Live
- 2005–2006: Happy End
- 2006: Les Miserables
- 2007: Me and my Girl
- 2008: Broadway Dreams
- 2009: The King and I
- 2010: Durchgeknallt im Elfenwald
- 2011: Mackie und Ich
- 2011: Durch Nacht und Wind
- 2011: Der kleine Horrorladen
- seit 2012: Der König der Löwen

## Filmografie (Auswahl)
- 1994: Gute Zeiten, schlechte Zeiten
- 1998: Die Sternbergs
- 1998: Morgen in Verona
- 1999: Der Einstein des Sex
- 2000: Duell – Enemy at the Gates
- 2001: Unter uns
- 2001: Verbotene Liebe
- 2002: Gute Zeiten Schlechte Zeiten
- 2002: Herzschlag
- 2003: Dem Rusto
- 2004: Majella
- 2005: Netto
- seit 2007: Die Fallers – Die SWR Schwarzwaldserie
- 2008: Im Wendekreis des Bären
- 2009: Die Grenze
- 2009: Gute Zeiten Schlechte Zeiten
- 2009: Max Schmeling
- 2009: König Eisenherz
- 2014: Unter Anklage: Der Fall Harry Wörz
- 2024: Maxton Hall – Die Welt zwischen uns

## Synchronisation
- 1993: Rocco und seine Brüder
- 1996: Emma
- 1996: 2 Tage in L.A.
- 1997: Lawndogs - Heimliche Freunde
- 2016: The Invitation

## Hörbücher
- 2017: Nila - An American Tragedy.Mark Krüger Books (MKB), ungekürzt (Lesung/Spiel: 529 Minuten), erschienen bei Audible, ISBN 978-3-7345-0386-3